# حسگر خورشیدی

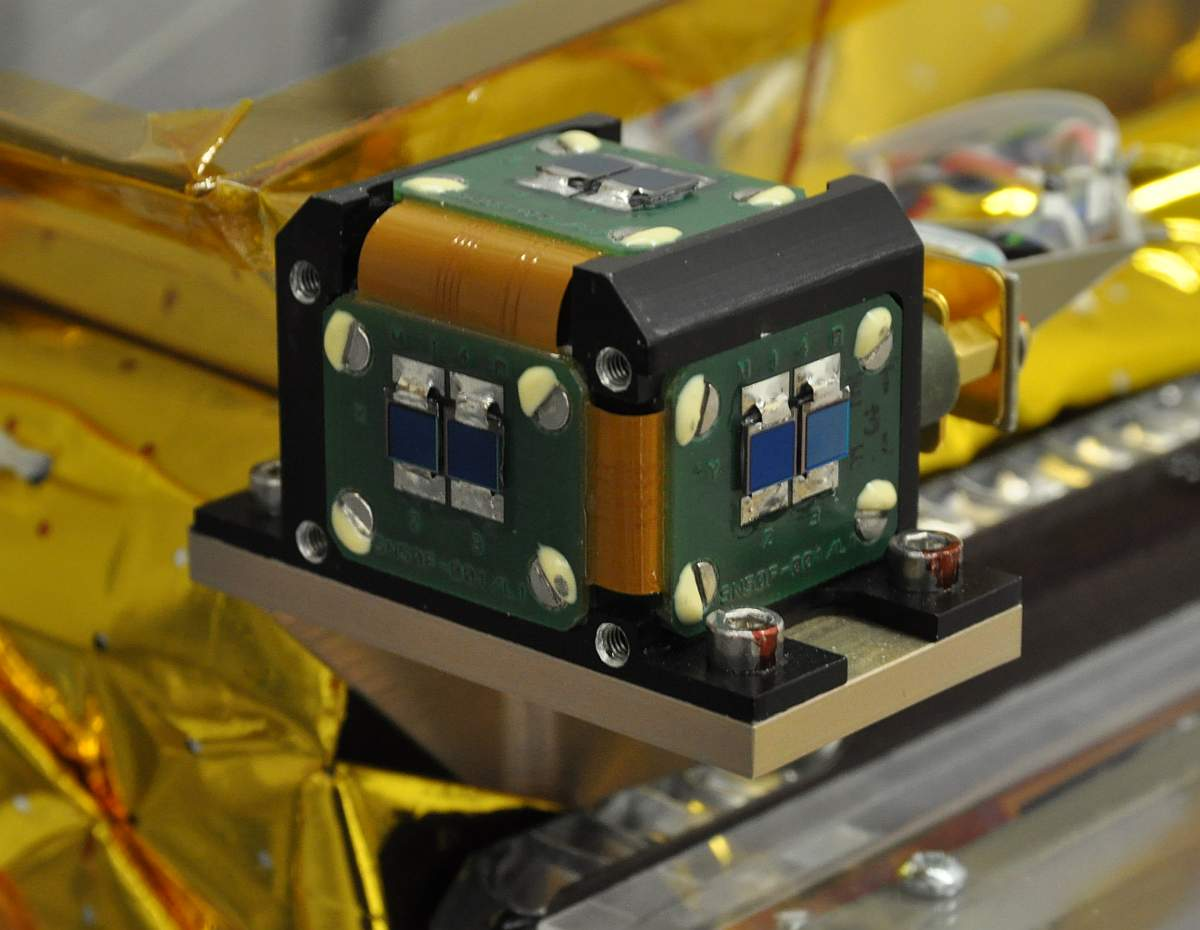
سنسور خورشیدی غیرخطی که در میکروماهواره آلمانی TET-1 از آن استفاده می‌شود TET-1.

حسگر خورشیدی یا حسگر خورشید (انگلیسی: Sun sensor) یک ابزار ناوبری است که در فضاپیماها برای تشخیص موقعیت خورشید از آن استفاده می‌شود. سنسورهای خورشید برای کنترل وضعیت، اشاره آرایه خورشیدی، به روز رسانی ژیروسکوپ، و بازیابی ایمن استفاده می‌شود.
علاوه بر فضاپیماها، حسگرهای خورشیدی در ایستگاه‌های هواشناسی زمینی و سیستم‌های ردیابی خورشید و وسایل نقلیه هوایی از جمله بالون‌ها و پهپادها استفاده می‌شوند.

## سازوکار
از سنسورهای خورشیدی انواع گوناگونی در دست است که از نظر فناوری و ویژگی‌های عملکرد با هم متفاوت هستند. حسگرهای حضور خورشید یک خروجی باینری ارائه می‌کنند که حضور خورشید را در محدودهٔ دید سنسور نشان می‌دهد. سنسورهای آنالوگ و دیجیتال خورشید در مقابل، زاویه خورشید را به ترتیب با خروجی سیگنال پیوسته و گسسته نشان می‌دهند.
در حسگرهای معمولی خورشید، یک شکاف نازک در بالای یک محفظه مستطیل شکل به یک خط نور اجازه می‌دهد تا روی مجموعه‌ای از سلول‌های آشکارساز نوری در پایین محفظه بیفتد. ولتاژی در این سلول‌ها القا می‌شود که به صورت الکترونیکی ثبت می‌شود. با جهت دهی دو حسگر عمود برهم می‌توان جهت خورشید را به‌طور کامل تعیین کرد.
در بیشتر موارد، چندین حسگر الکترونیک پردازش را به اشتراک می‌گذارند.<ref name="airbus">